# Ivan Stang
Douglass St. Clair Smith, noto anche con lo pseudonimo di Ivan Stang (Washington, 21 agosto 1953), è uno scrittore, conduttore radiofonico e regista cinematografico statunitense.
Si ritiene abbia fondato la Chiesa del SubGenio insieme all'amico Philo Drummond nel 1979.

## Biografia
Nato a Washington e cresciuto a Fort Worth in Texas, ha frequentato la St. Mark's School of Texas. Dalla pubblicazione del primo pamphlet nel 1980, Stang ha intrapreso una crociata mondiale (che copre almeno tre continenti) per promuovere la Chiesa. Nel maggio 2006 ha scritto il libro The SubGenius Psychlopaedia of Slack: The Bobliographon. È apparso in diversi programmi radiofonici e televisivi nazionali, tra cui The Jon Stewart Show su MTV. Stang è un istruttore della facoltà della Maybe Logic Academy. Sia lui che JR "Bob" Dobbs appaiono come personaggi nel romanzo di fantascienza Kamus of Kadizar: The Black Hole of Carcosa di John Shirley.

## La fondazione della Chiesa del SubGenio
Stang ha fondato anche l'entità commerciale della Chiesa, la SubGenius Foundation, con sede a Dallas in Texas. La SubGenius Foundation ha avuto sede lì dal 1999 al 2017 e la trasmissione radiofonica The Hour of Slack è prodotta parzialmente da WCSB presso la Cleveland State University. I suoi "Rants" sono una caratteristica regolare allo Starwood Festival e al WinterStar Symposium, entrambi prodotti dalla Association for Consciousness Exploration (ACE). La Chiesa ha collaborato con la ACE in numerosi progetti, inclusi CD, DVD ed eventi-raduno dei Rants a Cleveland in Ohio. È stato premiato come Best Crackpot Preacher dal giornale Cleveland Scene nel 2000. Stang continua a promuovere la Chiesa ed è un membro di spicco della scena della cultura pop underground di Cleveland. Nel 2017 la Fondazione e Stang si sono trasferiti a Glen Rose, in Texas.

## Altre attività
Nel 1988, Stang ha scritto un libro intitolato High Weirdness by Mail - A Directory of the Fringe: Crackpots, Kooks & True Visionaries. In questo libro ha esaminato molti movimenti culturali non tradizionali o marginali di quel periodo, oltre a fornire le informazioni di contatto per quanti desiderano interagire direttamente con le persone coinvolte in questi movimenti.
Stang è anche regista e montatore cinematografico. Oltre a creare diversi cortometraggi con la tecnica stop-motion con titoli come Reproduction Cycle Among Unicellular Life Forms Under the Rocks of Mars e Let's Visit the World of the Future, ha anche montato il lungometraggio VHS del 1989 Arise!, un documentario per la Chiesa del SubGeniuo, oltre a fornire narrazione e commento per il documentario Grass del 1999. Altri lavori lo vedono nel cortometraggio animato Art Break per MTV, nell'animazione per il gruppo Devo in un video musicale, nonché la scrittura e il montaggio dei documentari China Run e The Cu-Chi Tunnels.

## Opere
- 1983 - The Book of the SubGenius (McGraw-Hill) ISBN 0-07-062229-9 / Ristampato 1987 ( Simon & Schuster / Fireside ) ISBN 0-671-63810-6
- 1988 - High Weirdness by Mail ( Simon & Schuster / Fireside ) ISBN 0-671-64260-X
- 1990 - Three-Fisted Tales of "Bob" ( Simon & Schuster / Fireside ) ISBN 0-671-67190-1
- 1994 - Revelation X: The "Bob" Apocryphon - Hidden Teachings and Deuterocanonical Texts di JR "Bob" Dobbs (Simon & Schuster / Fireside), con illustrazioni di St. Joe Riley et al., ISBN 0-671-77006-3
- 2006 - The SubGenius Psychlopaedia of Slack: The Bobliographon (Avalon / Thunder's Mouth Press), con illustrazioni di St. Joe Riley et al., ISBN 1-56025-939-6

## Discografia
La discografia parziale include:
- Starwood Slack! (rant registrato su cassetta) (ACE)
- Invisible College Drop-Outs (rant registrato su cassetta) (ACE)
- The Stupid Rant (rant registrato su cassetta) (ACE)
- High Weirdness By Mail (rant registrato su cassetta) (ACE)
- Rev. Stang Live at Starwood (rant registrato su CD + musica) ISBN 1-59157-005-0 (ACE)
- I Was A Cultist For The ATF (dramma radiofonico con Stang)
- The Once and Future Legend (tavola rotonda su cassetta con Ariana Lightningstorm, Patricia Monaghan , Jeff Rosenbaum , Robert Shea e Robert Anton Wilson) (ACE)
- Qual è la cospirazione, comunque? (tavola rotonda su cassetta con Anodea Judith , Jeff Rosenbaum , Robert Shea e Robert Anton Wilson) (ACE)

## Filmografia
La filmografia parziale include:
- 1969 – The Wad and the Worm (Direttore, sceneggiatore, animatore)
- 1973 – Let's Visit the World of the Future (Direttore, sceneggiatore, attore)
- 1978 – Reproduction Cycle Among Unicellular Life Forms Under the Rocks of Mars (Direttore, sceneggiatore, narratore)
- 1979 – Mono (Direttore e sceneggiatore)
- 1987 – China Run (Video editor)
- 1989 – Arise!: The SubGenius Video (Island Records) (Direttore, sceneggiatore, interpreta se stesso)
- 1990 – The Cu Chi Tunnels (Video & script editor)
- 1992 – Arise!: The SubGenius Video (Polygram Records) ASIN 6302311616 (Direttore, sceneggiatore, interpreta se stesso)
- 1992 – Church of the Subgenius: Sect? Satire? Or Satanism? (interpreta se stesso)
- 1999 – Grass (Narratore)
- 2000 – Duelin' Firemen! (Attore)
- 2003 – Maybe Logic: The Lives and Ideas of Robert Anton Wilson (interpreta se stesso)
- 2008 – God's Cartoonist: The Comic Crusade of Jack Chick (interpreta se stesso)[7]